# Psidium cattleianum
Psidium cattleianum är en myrtenväxtart som beskrevs av Adam Afzelius och Joseph Sabine. Psidium cattleianum ingår i släktet Psidium och familjen myrtenväxter. Inga underarter finns listade i Catalogue of Life.

## Bildgalleri

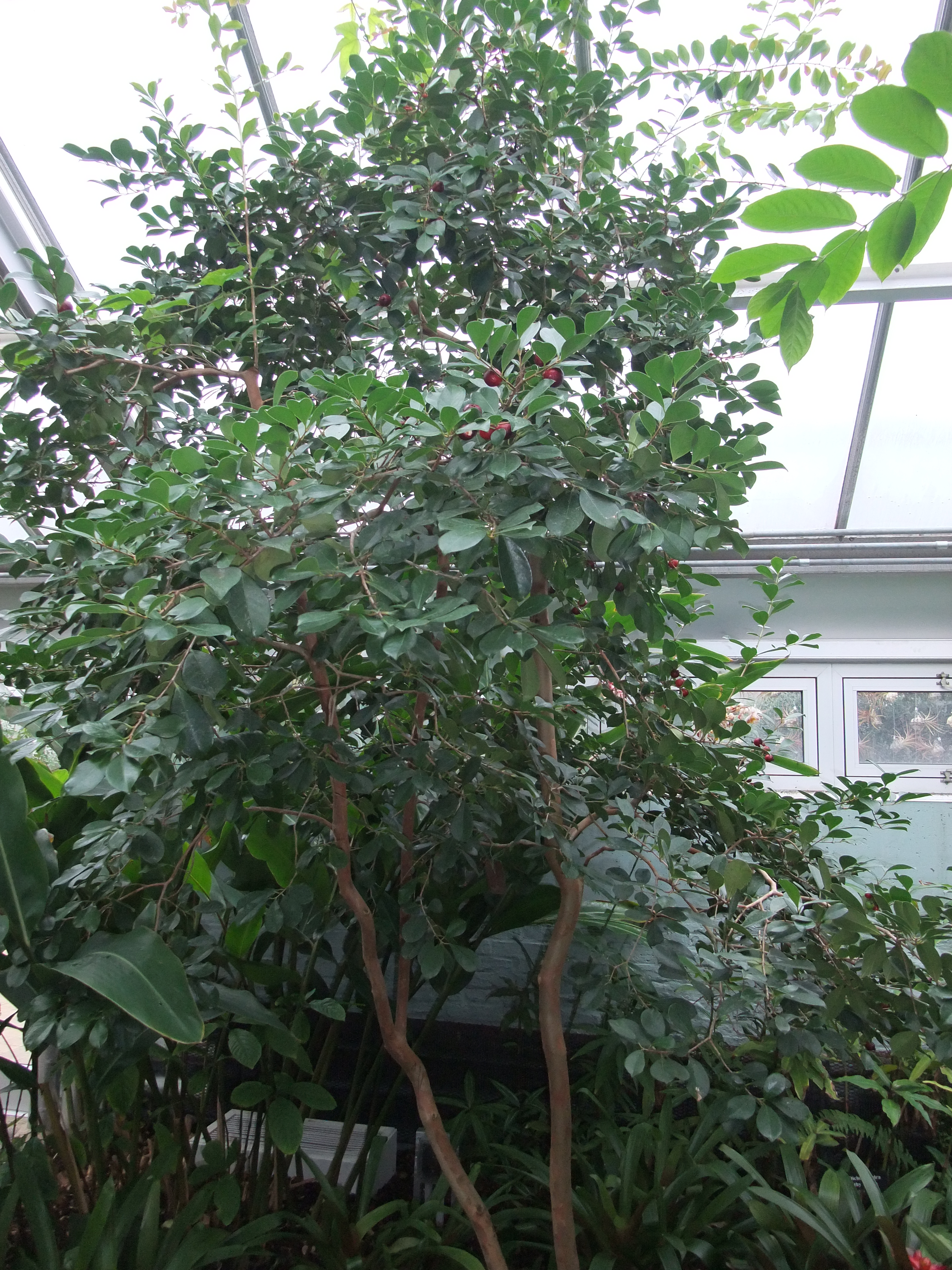